# Воротынский, Иван Михайлович (младший)
Князь Иван Михайлович Воротынский (ум. 1627) — боярин, наместник и воевода, старший из двух сыновей последнего удельного воротынского князя и крупного московского военачальника Михаила Ивановича Воротынского. Один из членов «Семибоярщины».

## Биография
Отправлен с отцом в ссылку на Белозеро (1562). Первый воевода Сторожевого полка в Ливонском походе (1565). Воевода на Туле (сентябрь 1566). Первый воевода правой руки на Коломне, против крымского царя (1567).
После смерти отца († 1573), служил воеводой в Муроме. Послан по вестям к Полоцку (сентябрь 1576). Направлен первым воеводой Большого полка в Тулу (апрель 1582). В том же году усмирял восстание луговых татар и черемисов в Казани во время Третьей черемисской войны. Снова послан через Муром и Нижний Новгород «…в казанские места по казанским вестем, что казанцы заворошилися над казанцы промышлять» с большим полком первым воеводой (зима 1582—1583).
Активно участвовал в дворцовой борьбе в числе противников боярина Бориса Годунова, на стороне князей Шуйских (1585—1587), был подвергнут опале и содержался по воле Бориса Годунова в ссылке, в Нижнем Новгороде (до 1592).
Пожалован в бояре и отправлен первым воеводой в Казань (1592). Здесь он пробыл около 6 лет и после поселился в Москве (с 1598), оставаясь верным Борису Годунову до самой его смерти. При появлении первого Лжедмитрия присягнул ему и был в свите боярской, выехавшей навстречу Лжедмитрию в Тулу (июнь 1605). По росписи духовных и светских чинов составляющих Государственный совет, он в Совете светских лиц, написан 3-м бояриным 1-го класса (06 июня 1605). С князем Фёдором Мстиславским, в ответной грамоте Юрию Мнишек, являют ему похвалы за оказанное польским воеводою усердие в достижении Лжедмитрием I Российского престола (сентябрь 1605). По свержению Лжедмитрия I ратует за Шуйского и подготовляет толпу подать за него голос (1606).
При возведении на престол Василия Шуйского, и во всё время его правления, деятельно боролся с самозванцами и изменниками. Послан в Углич за останками царевича Димитрия (1606). В ходе против Болотникова не раз возглавлял царские отряды, но каждый раз терпел поражения (в битве при Ельце 1606 года, в битве под Троицким 1606 года и походе на Тулу 1607 года).
Воевода передового полка (1608). Несмотря на родство с царём Шуйским, принимал участие в его низложении и был в числе лиц, объявлявших ему боярский приговор (1610). После этого стал членом «Семибоярщины», которая, по словам одного из современников, «прияша власть Государства Русскаго… но ничто же им правльшим, точию два месяца власти насладишася».
Сторонник и единомышленник патриарха Гермогена, князь Иван Михайлович подвергся преследованию со стороны бояр — приверженцев Сигизмунда, был посажен под стражу и вынужден подписать грамоту об отдаче Смоленска (1611). В Боярском списке 1611 года под его именем помечено "в Сибирь". Вместе с ним были арестованы князь Андрей Васильевич Голицын и князь Александр Фёдорович Засекин.
В числе кандидатов на царство был и князь Иван Михайлович, как один из знатнейших и способнейших бояр (1613). Когда выбор остановился на Михаиле Фёдоровиче Романове — князь Иван Михайлович стоял во главе лиц, посланных к избраннику с просьбой поспешить в столицу (апрель 1613) и подписался четвёртым по старшинству бояриным на грамоте об его избрании (май 1613). Воевода в Казани (1613—1615). Боярин и наместник Казанский, послан под Смоленск во главе посольства. На пути к Смоленску разбивает литовские войска Томашевского и получает золотой и милостивое слово Государя. Первый посол на съезде с польскими послами в Смоленск (август 1615). Первый воевода в Казани (1618—1619). В отсутствие царя, в звании первого воеводы семь раз ведал Москвой (с 1616 −1622), неоднократно за это время приглашался к столу Государя. Управлял приказом Казанского дворца (1621).
На пиру по случаю крестин сына И. М. Воротынского внезапно заболел (как полагают, был отравлен) и через несколько дней умер князь Михаил Васильевич Скопин-Шуйский
В последние годы своей жизни он оставался вдали от дел и скончался схимником, под именем Ионы (ум. 08 января/21 июня 1627). 
Есть три версии места захоронения Воротынского: Троице-Сергиева лавра, Успенская Тихонова пустынь и Кирилло-Белозерский монастырь.  

## Семья
Женат дважды:
1. Феодора (ум. 20 апреля 1586) — происхождение не известно.
2. княжна Мария Петровна Буйносова-Ростовская (ум. 3 мая 1628) — дочь князя Петра Ивановича Буйносова-Ростовского, сестра жены царя Василия Шуйского[4].

От второго брака имел детей:
- Князь Алексей Иванович Воротынский (1610—1642) — стольник и воевода.
- Княжна Екатерина Ивановна — жена князя Фёдора Сунчалеевича Черкасского.

## Образ Воротынского в искусстве

### Драматургия
- Пушкин, Александр Сергеевич — «Борис Годунов»

### Кинематограф
- «Борис Годунов» (1986) — Вячеслав Бутенко
- «Борис Годунов» (2011) — Дмитрий Певцов